# Ice Age 2: El desglaç
Ice Age 2: El desglaç (títol original en anglès Ice Age: The Meltdown) és la segona part de la pel·lícula Ice Age: L'edat de gel. Va estrenar-se el 2006 i està animada mitjançant 3D. Fou dirigida per Carlos Saldanha -el co-director de la primera part- i produïda per la Fox. Aquesta pel·lícula ha estat doblada al català. Totes les entregues de la pel·lícula d'animació s'han estrenat als cinemes en català. També han tingut la seva versió en català en DVD.

## Argument
Tornen Manny, el mamut pelut; Sid, el peresós; Diego, el tigre de dents afilades i el desventurat esquirol amb les dents grosses conegut com a Scrat.
A aquesta nova aventura els tres amics segueixen junts gaudint dels avantatges del seu món. Manny tal vegada ja està preparat per formar una família, però ningú ha vist un altre mamut des de fa molt de temps; de fet, Manny pensa que probablement ell sigui el darrer de la seva espècie. Així és fins que de manera miraculosa es troba amb Ellie, l'únic mamut de sexe femení que queda sobre la terra. Només hi ha un parell d'inconvenients: No es duen gens bé i Ellie per alguna rara raó pensa que és una sariga. L'Ellie no es presenta sola, sinó que amb ella hi van un parell de sarigues que són germanes: Crash i Eddie, un parell d'atrevides bromistes i arrogants xerradores.
Manny, Sid i Diego se n'adonen ràpidament que l'esclafament del clima duu un gran inconvenient: una gegantesca bassa glacial que conté milers de litres d'aigua s'està a punt de trencar, amenaçant a tota la vall. L'única oportunitat de salvar-se de la catàstrofe es troba a l'altre costat de la vall. Així que els tres herois juntament amb l'Ellie, Crash i Eddie, formen el més improbable grup familiar - de qualsevol "edat" - quan s'embarquen a una missió a través d'un escenari sempre variant i cada vegada més perillós cap a la seva salvació.
La pel·lícula també presenta les contínues aventures de l'Scrat que té un paper més protagonista en aquesta segona entrega d'Ice Age.

## Repartiment
| Intèrpret             | Personatge                                  | Veu en català |
| --------------------- | ------------------------------------------- | --- |
| Ray Romano            | Manny                                       | Ricky Coello |
| John Leguizamo        | Sid                                         | Aleix Estadella |
| Denis Leary           | Diego                                       | Òscar Barberán |
| Chris Wedge           | Scrat                                       | Scrat |
| Seann William Scott   | Crash                                       | Roger Pera |
| Josh Peck             | Eddie                                       | Albert Trifol Segarra |
| Queen Latifah         | Ellie                                       | Sílvia Vilarrasa |
| Will Arnett           | Lone Gunslinger Vulture (Voltor, en català) | Jordi Boixaderas |
| Jay Leno              | Fast Tony (Tony Tinya, en català)           | Jordi Hurtado |
| Tom Fahn              | Stu                                         | ??? |
| Alex Sullivan         | James                                       | ??? |
| Alan Tudyk            | Cholly                                      | ??? |
| Renya Shaskan         | Ocellet groc                                | Kaori Mutsuda |
| ???                   | Porc espí nét                               | Kenzo Mutsuda |
| Caitlin Rose Anderson | Castor                                      | Carla López Mauri |
| ???                   | Veus addicionals                            | Paula Ribó, María Torrabadella, Jaume Costa, Jaume Mallofré, Núria Llop, Ramon Hernàndez, Domènec Romera, Elisabet Bargalló, Àlex Massip, Icar Batalla, Xavi Massip, Pau Poch, Júlia Roca, Carla López, Pere Camps, Joan Madrid, Pep Sais, Francesc Belda, Eduard Doncos, Santiago Cortés, i Manel Veiga |

###### Cantants
Ana Cerezo, Flora Álbarez, Keco Pujol, Xavier Bueno, Clara Martínez, Jose Cañal, Isaac Roig, Rubèn Roig, Johana Marin, Gerson Gelabert, Raquel Rodriguez, Sandra Arenós, Silvia Santoro, i Francesca Patiño
| Fitxa de doblatge     | Fitxa de doblatge          |
| --------------------- | -------------------------- |
| Estudi                | Sonoblok, S.A. (Barcelona) |
| Traductor i ajustador | Joan Mateu                 |
| Director de doblatge  | Quim Roca                  |
| Assessor lingüístic   | David Arnau                |
| Director musical      | David Suárez               |
| Tècnic de gravació    | Verónica Moreno            |
| Tècnic de mescles     | Alex Copquin               |

## La saga
- Ice Age: L'edat de gel (2002)
- Ice Age 3: L'origen dels dinosaures (2009)
- Ice Age 4: La formació dels continents (2012)
- Ice Age. El gran cataclisme (2016)